# Scat Cats
Scat Cats este al doilea episod din seria Spike și Tyke din Tom și Jerry. A fost produs în CinemaScope, în 1957, de William Hanna și Joseph Barbera. Aici apar: Spike, Tyke (ultima sa apariție), Butch, Cap-Sec (motan albastru) (ultima sa apariție), Fulger, Topsy (ultima sa apariție), George și Joan.
George și Joan vor pleca și i-au rugat pe Spike și Tyke să păzească casa. Butch, auzind ca George și Joan vor pleca, i-a chemat pe Fulger, Cap-Sec și Topsy la o petrecere. Spike și Tyke fac tot posibilul sa apere casa de motani. Fulger, Cap-Sec și Topsy vor să-i păcălească pe câini și să le facă sa creadă că au venit George și Joan. Fulger și Cap-Sec s-au deghizat în George (Fulger) și Joan (Cap-Sec) și au intrat în curte. Fulger (George) ținea o valiza cu Topsy în ea. Tyke l-a muscat pe Fulger. Spike i-a cerut scuze și l-a tras pe Tyke, încât l-a demascat pe Fulger. Butch s-a speriat, iar câinii i-au fugărit pe motani pana în copac. Câinii au făcut o treaba excelenta.

## Legături externe
- Scat Cats pe site-ul The Big Cartoon DataBase
- Scat Cats la Internet Movie Database